# Base dell'esercito generale Belgrano
La base dell'esercito generale Belgrano (in spagnolo base de ejército general Belgrano) è una base antartica argentina situata nell'Antartide Occidentale.
Localizzata ad una latitudine di 77° 58' sud e ad una longitudine di 38°48' ovest, la struttura venne inaugurata il 19 gennaio 1956 ed intitolata al generale Manuel Belgrano. La base è rimasta operativa sino al 1980. All'epoca era la base antartica argentina più meridionale. Composta da 4 edifici, poteva ospitare sino a 30 persone.
Nei pressi della base Belgrano I sono state costruite le basi Belgrano II (tuttora operativa) e Belgrano III.